# Règlement de comptes pour l'Élysée
Règlement de comptes pour l’Élysée est un livre de Jean-Marie Pontaut et Gilles Gaetner, journalistes d’investigation à l’hebdomadaire L’Express. Paru en juin 2006, il est consacré à l’affaire Clearstream 2, une vaste opération de désinformation et intoxication visant plusieurs dizaines de personnalités du monde politique, du secteur de l'armement et des services de renseignement. Un de ses vecteurs principaux fut la manipulation du juge Renaud Van Ruymbeke, magistrat instructeur de l’affaire des frégates de Taïwan.

## Polémique
Dans ce livre, les auteurs analysent en détail ce qu'ils nomment un « mensonge d'Etat » de Dominique de Villepin.
Le 19 juin 2006, Dominique de Villepin porte plainte pour diffamation contre Jean-Marie Pontaut et Gilles Gaetner. La requête est transmise au garde des Sceaux, Pascal Clément, qui transmet au parquet de Paris. Le premier ministre est entendu par les juges chargés du dossier de l’affaire Clearstream 2,,.